# Wahlkreis Edinburgh Northern and Leith
| Edinburgh Northern and Leith           |
| -------------------------------------- |
| Edinburgh Northern and Leith · Lothian |
| Gebildet                               |
| 1999                                   |
| Abgeordneter                           |
| Ben Macpherson (SNP)                   |
| Regionen                               |
| Edinburgh                              |

Edinburgh Northern and Leith ist ein Wahlkreis für das Schottische Parlament. Er wurde 1999 unter der Bezeichnung Edinburgh North and Leith als einer von neun Wahlkreisen der Wahlregion Lothians eingeführt. Im Zuge der Revision im Jahre 2011 wurde Edinburgh North and Leith neu zugeschnitten und in Edinburgh Northern and Leith umbenannt. Der Wahlkreis umfasst die nördlichen Gebiete von Edinburgh, vor allem den Stadtteil Leith. Der Wahlkreis entsendet einen Abgeordneten.
Der Wahlkreis erstreckt sich über eine Fläche von 15 km2. Im Jahre 2020 lebten 96.177 Personen innerhalb seiner Grenzen.

## Wahlergebnisse

### Parlamentswahl 1999
| Ergebnisse der Parlamentswahl 1999 | Ergebnisse der Parlamentswahl 1999 | Ergebnisse der Parlamentswahl 1999 | Ergebnisse der Parlamentswahl 1999 |
| Partei                             | Kandidat                           | Stimmen                            | %                                  |
| ---------------------------------- | ---------------------------------- | ---------------------------------- | ---------------------------------- |
| Labour                             | Malcolm Chisholm                   | 17.203                             | 46,9                               |
| SNP                                | Anne Dana                          | 9467                               | 25,8                               |
| Conservative                       | James Sempill                      | 5030                               | 13,7                               |
| Liberal Democrats                  | Sebastian Tombs                    | 4039                               | 11,0                               |
| Socialist                          | Ronald Brown                       | 907                                | 2,5                                |

### Parlamentswahl 2003
| Ergebnisse der Parlamentswahl 2003 | Ergebnisse der Parlamentswahl 2003 | Ergebnisse der Parlamentswahl 2003 | Ergebnisse der Parlamentswahl 2003 | Ergebnisse der Parlamentswahl 2003 |
| Partei                             | Kandidat                           | Stimmen                            | %                                  | ±                                  |
| ---------------------------------- | ---------------------------------- | ---------------------------------- | ---------------------------------- | ---------------------------------- |
| Labour                             | Malcolm Chisholm                   | 10.979                             | 38,2                               | −8,7                               |
| SNP                                | Anne Dana                          | 5565                               | 19,4                               | −6,4                               |
| Conservative                       | Ian Mowat                          | 4821                               | 16,8                               | +3,1                               |
| Liberal Democrats                  | Sebastian Tombs                    | 4785                               | 16,7                               | +5,7                               |
| Socialist                          | William Scott                      | 2584                               | 9,0                                | +6,5                               |
| Wahlbeteiligung: 28.734 (47,49 %)  |                                    |                                    |                                    |                                    |

### Parlamentswahl 2007
| Ergebnisse der Parlamentswahl 2007 | Ergebnisse der Parlamentswahl 2007 | Ergebnisse der Parlamentswahl 2007 | Ergebnisse der Parlamentswahl 2007 | Ergebnisse der Parlamentswahl 2007 |
| Partei                             | Kandidat                           | Stimmen                            | %                                  | ±                                  |
| ---------------------------------- | ---------------------------------- | ---------------------------------- | ---------------------------------- | ---------------------------------- |
| Labour                             | Malcolm Chisholm                   | 11.020                             | 34,8                               | −3,4                               |
| Liberal Democrats                  | Michael Crockart                   | 8576                               | 27,1                               | +10,4                              |
| SNP                                | Davie Hutchison                    | 8044                               | 25,4                               | +6,0                               |
| Conservative                       | Iain Whyte                         | 4045                               | 12,8                               | −4,0                               |
| Wahlbeteiligung: 31.685 (52,51 %)  |                                    |                                    |                                    |                                    |

### Parlamentswahl 2011
| Ergebnisse der Parlamentswahl 2011 | Ergebnisse der Parlamentswahl 2011 | Ergebnisse der Parlamentswahl 2011 | Ergebnisse der Parlamentswahl 2011 | Ergebnisse der Parlamentswahl 2011 |
| Partei                             | Kandidat                           | Stimmen                            | %                                  | ±                                  |
| ---------------------------------- | ---------------------------------- | ---------------------------------- | ---------------------------------- | ---------------------------------- |
| Labour                             | Malcolm Chisholm                   | 12.858                             | 41,6                               | +6,8                               |
| SNP                                | Shirley-Anne Somerville            | 12.263                             | 39,7                               | +14,3                              |
| Conservative                       | Sheila Low                         | 2928                               | 9,5                                | −3,3                               |
| Liberal Democrats                  | Dan Farthing                       | 2836                               | 9,2                                | −17,9                              |
| Wahlbeteiligung: 30.885 (52,23 %)  |                                    |                                    |                                    |                                    |

### Parlamentswahl 2016
| Ergebnisse der Parlamentswahl 2016 | Ergebnisse der Parlamentswahl 2016 | Ergebnisse der Parlamentswahl 2016 | Ergebnisse der Parlamentswahl 2016 | Ergebnisse der Parlamentswahl 2016 |
| Partei                             | Kandidat                           | Stimmen                            | %                                  | ±                                  |
| ---------------------------------- | ---------------------------------- | ---------------------------------- | ---------------------------------- | ---------------------------------- |
| SNP                                | Ben Macpherson                     | 17.322                             | 46,7                               | +7,0                               |
| Labour                             | Lesley Hinds                       | 10.576                             | 28,5                               | −13,1                              |
| Conservative                       | Iain McGill                        | 6.081                              | 16,4                               | +6,9                               |
| Liberal Democrats                  | Martin Veart                       | 1.779                              | 4,8                                | −4,4                               |
| Unabhängige                        | Jack Caldwell                      | 1.344                              | 3,6                                | +3,6                               |
| Wahlbeteiligung: (55,2 %)          |                                    |                                    |                                    |                                    |

### Parlamentswahl 2021
| Ergebnisse der Parlamentswahl 2021 | Ergebnisse der Parlamentswahl 2021 | Ergebnisse der Parlamentswahl 2021 | Ergebnisse der Parlamentswahl 2021 | Ergebnisse der Parlamentswahl 2021 |
| Partei                             | Kandidat                           | Stimmen                            | %                                  | ±                                  |
| ---------------------------------- | ---------------------------------- | ---------------------------------- | ---------------------------------- | ---------------------------------- |
| SNP                                | Ben Macpherson                     | 22.443                             | 47,9                               | +1,2                               |
| Labour                             | Katrina Faccenda                   | 10.874                             | 23,2                               | −5,3                               |
| Green                              | Lorna Slater                       | 6.116                              | 13,1                               | +13,1                              |
| Conservative                       | Callum Laidlaw                     | 5.052                              | 10,8                               | −5,6                               |
| Liberal Democrats                  | Rebecca Bell                       | 2.035                              | 4,3                                | −0,5                               |
| Freedom Alliance                   | Jon Pullman                        | 314                                | 0,7                                | +0,7                               |
| Wahlbeteiligung: 63 %              |                                    |                                    |                                    |                                    |